# Langosco
Langosco là một đô thị ở tỉnh Pavia trong vùng Lombardia của Ý, có cự ly khoảng 50 km về phía tây nam của Milan và khoảng 45 km về phía tây của Pavia. Tại thời điểm ngày 31 tháng 12 năm 2004, đô thị này có dân số 467 người và diện tích là 15,7 km².
Langosco giáp các đô thị sau: Candia Lomellina, Caresana, Cozzo, Motta de' Conti, Rosasco.